# 고구두충강
고구두충강(古鉤頭蟲綱, Palaeacanthocephala)은 구두동물문에 속하는 동물 강이다. 주로 어류와 수생 조류, 포유류에 기생한다. 피하 세포의 핵은 파편화되어 있고, 수컷은 근연 관계의 원구두충이 항상 8개의 시멘트선을 갖고 있는 것과 달리 2~7개의 시멘트선(cement gland)을 갖고 있다.

## 하위 목
- 극취충목 (Echinorhynchida) Southwell & Macfie, 1925
- Heteramorphida Amin & Ha, 2008
- 가시구두충목 (Polymorphida) Petrochenko, 1956